# Wzorki (Święta Katarzyna)
Wzorki – część wsi Święta Katarzyna w Polsce, położona w województwie  świętokrzyskim, w powiecie kieleckim, w gminie Bodzentyn
W latach 1975–1998 Wzorki administracyjnie należały do województwa kieleckiego.